# NGC 1744
NGC 1744 je galaksija u zviježđu Zecu.

## Vanjske poveznice
- SEDS: NGC 1744